# Горуша (дем)
Вижте пояснителната страница за други значения на Горуша.
Горуша (на гръцки: Δήμος Βοΐου, Димос Войу) е дем в Република Гърция, част от област Западна Македония. Центърът му е град Сятища (Сятиста). Демът обхваща селата в областта Населица и в западните склонове на планината Синяк (Синяцико, Аскио).

## Селища
Дем Горуша е създаден на 1 януари 2011 година след обединение на пет стари административни единици – демите Сятища, Неаполи, Цотили, Синяк и община Пендалофос. На практика демът възражда старата епархия на ном Кожани Горуша.

### Демова единица Неаполи
Според преброяването от 2001 година дем Неаполи (Δήμος Νεάπολης) с център едноименният град Неаполи (Ляпчища) има 5121 жители и в него влизат 26 села от историко-географската област Населица:
- Демова секция Наполи

- град Неаполи (Νεάπολη, старо Ляпчища)
- село Мелидони (Μελιδόνι)

- Демова секция Айдонохори

- село Айдонохори (Αηδονοχώρι, старо Хайдарохор)
- село Калистрати (Καλλιστράτι)

- Демова секция Аксиокастро

- село Аксиокастро (Αξιόκαστρο, старо Шюрдан)
- село Клима (Κλήμα, старо Фуркач)

- Демова секция Алиакмонас

- село Алиакмонас (Αλιάκμονας)

- Демова секция Аспрула

- село Аспрула (Ασπρούλα, старо Велища)
- село Крионери (Κρυονέρι, старо Девла)

- Демова секция Веланидия

- село Веланидия (Βελανιδιά, старо Шербадес)
- село Стерна (Στέρνα, старо Сломища)

- Демова секция Дриовуно

- село Дриовуно (Δρυόβουνο, старо Дряново)

- Демова секция Левкотеа

- село Левкотеа (Λευκοθέα, старо Хотур)

- Демова секция Месолонгос

- село Месолонгос (Μεσόλογγος, старо Мислегоже, Месолонгища, Мислегощи)

- Демова секция Молоха

- село Молоха (Μολόχα, старо Гинош)

- Демова секция Пепония

- село Пепония (Πεπονιά, старо Лая)

- Демова секция Перистера

- село Перистера (Περιστέρα, старо Марчища)

- Демова секция Пилорио

- село Пилорио (Πυλώριο, старо Пилюр)

- Демова секция Платания

- село Платания (Πλατανιά, старо Бобуща)

- Демова секция Поликако

- село Полилако (Πολύλακκο, старо Кинам)

- Демова секция Симандро

- село Симандро (Σήμαντρο, старо Лабаново)

- Демова секция Трапезица

- село Трапезица (Τραπεζίτσα)
- село Панарети (Παναρέτη)

- Демова секция Химерино

- село Химерино (Χειμερινό, старо Вайпеш)

- Демова секция Хоригос

- село Хоригос (Χορηγός, старо Хорево)

- Демова секция Скалохори

- село Скалохори (Σκαλοχώρι, старо Чърчища)

### Демова единица Пендалофос
Според преброяването от 2001 година община Пендалофос (Κοινότητα Πενταλόφου) с център Пендалофос (Жупан) има 896 жители и в него влизат следните демови секции и селища в югоизточната част на планината Горуша (Войо):
- Демова секция Пендалофос

- село Пендалофос (Πεντάλοφος, старо Жупан)

- Демова секция Агия Сотира

- село Агия Сотира (Αγία Σωτήρα, старо Своляни)

- Демова секция Витос

- село Витос (Βυθός, старо Долос)

- Демова секция Дилофо

- село Дилофо (Δίλοφο, старо Либохово)

### Демова единица Синяк
Според преброяването от 2001 година дем Синяк (Δήμος Ασκίου) с център Калонери (Врондища) има 5130 жители и в него влизат следните демови секции и селища в западните склонове на планината Синяк:
- Демова секция Калонери

- село Калонери (Καλονέρι, старо Врондища)

- Демова секция Галатини

- село Галатини (Γαλατινή, старо Конско)

- Демова секция Ератира

- град Ератира (Εράτυρα, старо Селица)

- Демова секция Намата

- село Намата (Νάματα, старо Пипилища)

- Демова секция Пелеканос

- село Пелеканос (Πελεκάνος, старо Пелка)

- Демова секция Сисани

- село Сисани (Σισάνι)

### Демова единица Сятища
Според преброяването от 2001 година дем Сятища (Δήμος Σιάτιστας) с център Сятища има 6547 жители и в него влизат следните демови секции и селища в южните склонове на Синяк:
- Демова секция Сятища

- село Сятища (Σιάτιστα, Сятиста)

- Демова секция Микрокастро

- село Микрокастро (Μικρόκαστρο, старо Черушино, Черушница)
- Микрокастренски манастир „Успение Богородично“ (Μονή Κοιμήσεως Θεοτόκου Μικροκάστρου)

- Демова секция Палеокастро (404)

- село Палеокастро (Παλαιόκαστρο)
- село Дафнеро (Δαφνερό, старо Вайпеш)

### Демова единица Цотили
Според преброяването от 2001 година дем Цотили (Δήμος Τσοτιλίου) с център Цотили (Цотил) има 4753 жители и в него влизат следните демови секции и селища в областта Населица:
- Демова секция Цотили

- град Цотили (Τσοτίλι)
- село Рокастро (Ρόκαστρο)

- Демова секция Авгеринос

- село Авгеринос (Αυγερινός, старо Костанско, Констанджик)

- Демова секция Аясма

- село Агиос Теодорос (Άγιος Θεόδωρος, старо Царища)
- село Ахладия (Αχλαδιά, старо Масган)
- село Аясма (Αγίασμα, старо Латорища)
- село Килади (Κοιλάδι, старо Цавалер)

- Демова секция Агии Анаргири

- село Агии Анаргири (Άγιοι Ανάργυροι, старо Врощани)

- Демова секция Антохори

- село Антохори (Ανθοχώρι, старо Цакнохори)
- село Парохтио (Παρόχθιο)
- село Фитоки (Φυτώκι, старо Фотун)

- Демова секция Антуса

- село Антуса (Ανθούσα, старо Резна)
- село Триада (Τριάδα, старо Пецяни)

- Демова секция Дамаскиния

- село Дамаскиния (Δαμασκηνιά, старо Виделуща)

- Демова секция Вронди

- село Вронди (Βροντή, старо Водрица)
- село Апидеа (Απιδέα, старо Лубес)
- село Левкади (Λευκάδι, старо Виняни)

- Демова секция Вухорина

- село Вухорина (Βουχωρίνα)

- Демова секция Дафни

- село Дафни (Δάφνη, старо Драмища)

- Демова секция Дихимаро

- село Дихимаро (Διχείμαρρο, старо Ренда)

- Демова секция Драгасия

- село Драгасия (Δραγασιά, старо Дислап, Деслаб)

- Демова секция Зони

- село Зони (Ζώνη, старо Занско)

- Демова секция Клисория

- село Клисория (Κλεισώρεια, старо Трапатуш, Тръпотище)

- Демова секция Корифи

- село Корифи (Κορυφή, старо Бурша)

- Демова секция Кримин

- село Кримини (Κριμήνι, Кримин)

- Демова секция Ликнадес

- село Ликнадес (Λικνάδες, също Лихнадес)
- село Левки (Λεύκη, старо Сирочани, Сирхан)

- Демова секция Луври

- село Луври (Λούβρη)

- Демова секция Лукоми

- село Лукоми (Λουκόμι)

- Демова секция Морфи

- село Морфи (Μόρφη, старо Мирасан)

- Демова секция Омали

- село Омали (Ομαλή, старо Плазуми)
- село Гликокерасия (Γλυκοκερασιά, старо Черепян)

- Демова секция Плакида

- село Плакида (Πλακίδα, старо Лабаница)

- Демова секция Поликастано

- село Поликастано (Πολυκάστανο, старо Клепиш, Клепеше)

- Демова секция Родохори

- село Родохори (Ροδοχώρι, старо Радовища)

- Демова секция Ставродроми

- село Ставродроми (Σταυροδρόμι, старо Блазомища)

- Демова секция Хрисавги

- село Хрисавги (Χρυσαυγή, старо Мирали)